# Wapen van Noordwijk (Zuid-Holland)

Wapen van Noordwijk (2019)

Wapen van Noordwijk (1816)

Het wapen van Noordwijk werd bij Koninklijk besluit van 20 december 2019 aan de gemeente Noordwijk verleend. Wapendiploma van 25 maart 2020.

## Oorsprong
Het wapen is afgeleid van dat van de 13e-eeuwse heren van Noordwijk (Northgo, Norteke). Dit oude ambacht werd in het begin van de dertiende eeuw gesplitst in Noordwijk en Noordwijkerhout. De heren van beide ambachten kwamen uit dezelfde familie.

## Blazoenering
De beschrijving van het wapen uit 1816 is als volgt: "Van zilver, beladen met een klimmende leeuw van sabel."
N.B. De heraldische kleuren in het schild zijn: zilver (wit) en sabel (zwart). Het wapen is op 24 juli 1816 bij Koninklijk Besluit aan de gemeente Noordwijk toegekend.
Op 5 november richtte de gemeente een verzoek aan de Hoge Raad van Adel voor een advies betreffende een nieuw wapen in verband met de fusie tussen Noordwijk en Noordwijkerhout per 1 januari 2019. Tevens werd verzocht om dat nieuwe wapen met de gravenkroon uit het wapen van Noordwijkerhout te mogen dekken. De Hoge Raad stuurde twee ontwerpen. Het eerste ontwerp had een gedeeld zilveren en blauw schild met de zwarte en gouden leeuw van beide gemeenten tegenover elkaar geplaatst, zoals dat ook met het wapen van Gelderland het geval is. Het tweede ontwerp was het oude wapen van Noordwijk. Een bewoner van de gemeente merkte op dat de zwarte leeuw volgens oude wapenboeken zoals Bellenville en Leblancq van rode nagels en tong was voorzien. Uiteindelijk werd gekozen voor het tweede ontwerp met de rode nagels.
De beschrijving van het wapen uit 2019 is als volgt:
"In zilver een leeuw van sabel, getongd en genageld van keel. Het schild gedekt met een gouden kroon van drie bladeren en twee parels."

## Afbeeldingen

Familiewapen Van Noordwijk, volgens het Wapenboek Bellenville circa  1350
Afgewezen eerste ontwerp